# 鮑斯 (亞利桑那州)
鮑斯（英語：Bouse）是位於美國亞利桑那州拉巴斯縣的一個人口普查指定地區。根據2010年美國人口普查，該地人口為996人，而該地的面積約為352.82平方千米。

## 地理
鮑斯的座標為33°56′01″N 114°00′30″W / 33.93361°N 114.00833°W，而該地最高點為海拔高度289米（即948英尺）。